# Calcio Femminile Scalese 2013-2014
Questa voce raccoglie le informazioni riguardanti la Calcio Femminile Scalese Associazione Sportiva Dilettantistica nelle competizioni ufficiali della stagione 2013-2014.

## Stagione
La stagione 2013-2014 della Scalese inizia con la Coppa Italia, dove nel primo turno supera la Sarzanese, formazione iscritta al campionato di Serie B 2013-2014, grazie al rotondo 8-0 nella partita casalinga di ritorno dopo che all'andata l'incontro si era concluso sulla parità con una rete per parte, mentre nel secondo turno viene eliminata dal Firenze ai tiri di rigore dopo che i tempi regolamentari si erano conclusi sul 2-2.
Il campionato 2013-2014, già impegnativo per la riforma del campionato che vedrà la retrocessione di ben sei squadre, si rivela ostico per Mattioli e la squadra, quasi mai in grado di competere con le avversarie di caratura superiore, chiudendo con soli 10 punti, con 2 incontri vinti, 4 pareggiati e 24 persi, la sua prima ed unica stagione nella massima serie all'ultimo posto e la conseguente retrocessione in cadetteria.
Nel corso del campionato riescono ad imporsi solo alla prima giornata di campionato, 1-0 sulle avversarie dell'Inter Milano con rete di Giulia D'Antoni al 30', e alla 30ª, 2-1 sul Napoli con reti di Benedetta Fenili al 10' e di Marilena Panicucci all'88'.

## Divise e sponsor
Lo sponsor principale è la Cassa di Risparmio di San Miniato che si presenta con il logo CARISMI sulle maglie delle giocatrici.
| Casa | Trasferta | Terza tenuta |

## Organigramma societario

### Rosa
| N. |                    | Ruolo | Calciatrice        |
| -- | ------------------ | ----- | ------------------ |
|    | Italia (bandiera)  | P     | Silvia Barsotti    |
|    | Italia (bandiera)  | P     | Francesca Durante  |
|    | Italia (bandiera)  | P     | Antonella Frediani |
|    | Italia (bandiera)  | D     | Miryam Bozzi       |
|    | Italia (bandiera)  | D     | Chiara Cacciatori  |
|    | Italia (bandiera)  | D     | Carlotta Chiorazzo |
|    | Italia (bandiera)  | D     | Gloria Giatras Zoi |
|    | Italia (bandiera)  | D     | Denise Gironi      |
|    | Italia (bandiera)  | D     | Francesca Lucente  |
|    | Italia (bandiera)  | D     | Elena Tramonti     |
|    | Marocco (bandiera) | C     | ? Abouel           |
|    | Italia (bandiera)  | C     | Romina Bachi       |
|    | Italia (bandiera)  | C     | Beatrice Baldi     |

| N. |                   | Ruolo | Calciatrice         |
| -- | ----------------- | ----- | ------------------- |
|    | Italia (bandiera) | C     | Chiara Ballotti     |
|    | Italia (bandiera) | C     | Serena Cavicchi     |
|    | Italia (bandiera) | C     | Serena Ceci         |
|    | Italia (bandiera) | C     | Francesca Cucchiara |
|    | Italia (bandiera) | C     | Giulia Fontanelli   |
|    | Italia (bandiera) | C     | Martina Gazzerotti  |
|    | Italia (bandiera) | C     | Emma Salvadori      |
|    | Italia (bandiera) | C     | Silvia Spagna       |
|    | Italia (bandiera) | A     | Giulia D'Antoni     |
|    | Italia (bandiera) | A     | Benedetta Fenili    |
|    | Italia (bandiera) | A     | Marilena Panicucci  |
|    | Italia (bandiera) | A     | Jessica Roccia      |
|    | Italia (bandiera) | A     | Irene Spagna        |

## Calciomercato

### Sessione estiva
| Acquisti | Acquisti          | Acquisti  | Acquisti |
| R.       | Nome              | da        | Modalità |
| -------- | ----------------- | --------- | -------- |
| P        | Francesca Durante | Sarzanese |          |

|  |

## Risultati

### Serie A

#### Girone di andata
| Arbitro: | Andrea Casadei (Cesena) |

|              |           |  |
| D'Antoni 30’ | Marcatori |  |

| Arbitro: | Loris Kapidani (Pordenone) |

|                                                          |           |  |
| Brumana 41’ Bonetti 55’, 91’ Vicchiarello 63’ Parisi 75’ | Marcatori |  |

| Arbitro: | Michele Giordano (Novara) |

|              |           |         |
| Cattaneo 32’ | Marcatori | 34’ Zoi |

| Arbitro: | Guglielmo Tubertini (Bologna) |

|                            |           |                                          |
| Panicucci 50’ Cavicchi 60’ | Marcatori | 5’ Saravalle 44’ Proietti 46’ Ceccarelli |

| Arbitro: | Matteo Gualtieri (Asti) |

|                                                                                            |           |  |
| Riboldi 2’ Mauri 8’, 12’, 65’ Brambilla 27’ Scarpellini 31’ Giacinti 40’, 74’ Piccinno 89’ | Marcatori |  |

| Arbitro: | Luca Angelucci (Foligno) |

|  |           |                                                                                    |
|  | Marcatori | 8’, 41’ Sabatino 13’, 19’ Tarenzi 35’, 58’ Bonansea 51’ Costi 54’, 68’ Alborghetti |

| Arbitro: | Stefano Camilli (Foligno) |

|                                                  |           |                     |
| Salvatori Rinaldi 9’, 79’ Ferrati 32’ Guagni 58’ | Marcatori | 49’ (rig.) D'Antoni |

| Arbitro: | Alessandro Nista (La Spezia) |

|  |           |          |
|  | Marcatori | 25’ Boni |

| Arbitro: | Michele Collavo (Treviso) |

|                                                   |           |                |
| Tommasella 20’ Paroni 25’ Lotto 50’ Cavallini 82’ | Marcatori | 40’, 65’ Bachi |

| Arbitro: | Alex Feraudo (Chiavari) |

|                     |           |                  |
| D'Antoni 80’ (rig.) | Marcatori | 31’ (rig.) Sardu |

| Arbitro: | Marco Carrelli (Campobasso) |

|                                              |           |  |
| Villani 43’ Vukčević 46’, 63’ Nagni 82’, 89’ | Marcatori |  |

| Arbitro: | Roberto Zucchini (Bologna) |

|  |           |                                                           |
|  | Marcatori | 12’ Fuselli 52’, 80’ Panico 60’ Iannella 60’ Domenichetti |

| Arbitro: | Matteo Paggiola (Legnago) |

|                                                                                 |           |  |
| Mastrovincenzo 4’ Mendes 16’, 58’, 76’ Petralia 56’ Martin Garcia 69’ Sinka 71’ | Marcatori |  |

| Arbitro: | Matteo Marcenaro (Genova) |

|  |           |                                                                                         |
|  | Marcatori | 3’ (rig.) Mason 23’, 38’ Karlsson 26’, 57’ Napoli 36’ Gelmetti 41’ Gabbiadini Baldo 62’ |

| Arbitro: | Amedeo Fine (Battipaglia) |

|                                        |           |  |
| Giuliano 10’ Pirone 29’ Colasuonno 86’ | Marcatori |  |

#### Girone di ritorno
| Arbitro: | Fabio Cassella (Brà) |

|            |           |           |
| Baresi 92’ | Marcatori | 64’ Bachi |

| Arbitro: | Matteo Grassi (Arezzo) |

|  |           |                                                   |
|  | Marcatori | 21’, 82’ Parisi 42’, 90’ Bonetti 61’ Zandomenichi |

| Arbitro: | Mario Gallione (La Spezia) |

|  |           |                         |
|  | Marcatori | 25’ Cascarano 46’ Ricco |

| Arbitro: | Marco Rossetti (Ancona) |

|                                                  |           |                                |
| Marinelli 11’, 62’ Pugnali 60’, 67’ Fiorucci 93’ | Marcatori | 39’ Fenili 83’ (rig.) D'Antoni |

| Arbitro: | Antonio Fabiano (Catanzaro) |

|  |           |                                                                                              |
|  | Marcatori | 30’ Piccinno 32’, 66’ Riboldi 69’, 75’ Cambiaghi 71’ Giacinti 79’, 89’, 90’ Mauri 81’ Tonani |

| Arbitro: | Daniele Perenzoni (Rovereto) |

|                                                                        |           |  |
| Alborghetti 10’ Sabatino 18’, 42’, 85’ Costi 43’ Girelli 51’ Prost 55’ | Marcatori |  |

| Arbitro: | Mario Davide Arace (Lugo) |

|  |           |                                 |
|  | Marcatori | 60’ (rig.) Razzolini 80’ Nocchi |

| Arbitro: | Davide Pederzolli (Trento) |

|                                                                         |           |              |
| Capovilla 2’, 65’ Boni 20’ Carradore 22’, 73’ Chinello 57’ Bonafini 76’ | Marcatori | 69’ D'Antoni |

| San Miniato Basso 22 marzo 2014, ore 15:00 CET 24ª giornata | Scalese                    | 0 – 0 referto | Pordenone | Stadio Comunale M. Pagni\| Arbitro: \| Mario Gallione (La Spezia) \| |
| Arbitro:                                                    | Mario Gallione (La Spezia) |               |           |                                                                      |

| Arbitro: | Michele Collavo (Treviso) |

|                                              |           |  |
| Donghi 5’ Zanetti 54’ Zanon 56’} Virgili 64’ | Marcatori |  |

| Arbitro: | Stefano Belfiore (Parma) |

|  |           |                            |
|  | Marcatori | 10’, 37’ (rig.), 55’ Nagni |

| Arbitro: | Marco Nehrir (Cagliari) |

|                                                     |           |  |
| Domenichetti 10’ Maendly 14’ Panico 18’ Fuselli 30’ | Marcatori |  |

| Arbitro: | Alessio D'Amato (Siena) |

|  |           |                                          |
|  | Marcatori | 16’, 62’ Caccamo 28’, 35’ Mastrovincenzo |

| Arbitro: | Ludwig Raus (Brescia) |

| |           |               |
| Mason 39’, 66’ Salvai 14’ Gabbiadini 20’ (rig.), 22’, 40’, 61’ Karlsson 27’ Gelmetti 62’ Baldo 73’ Öhrström 74’ | Marcatori | 53’ Panicucci |

| Arbitro: | Riccardo Pelagatti (Livorno) |

|                          |           |              |
| Fenili 10’ Panicucci 88’ | Marcatori | 76’ Esposito |

### Coppa Italia

#### Primo turno
| Sarzana 1º settembre 2013, ore 15:30 CEST Andata | Sarzanese | 1 – 1 | Scalese | Imp. sp. Casoni Berghini |

| San Miniato Basso 8 settembre 2013, ore 15:30 CEST Ritorno | Scalese | 8 – 0 | Sarzanese | Stadio Comunale M. Pagni |

#### Secondo turno
| San Miniato Basso 14 settembre 2013, ore 15:00 CEST Secondo turno | Scalese              | 2 – 2 (d.t.s.) | Firenze | Stadio Comunale M. Pagni |
| \| \| \| \| \| \| Tiri di rigore 3 – 5 \| \|                      |                      |                |         |                          |
|                                                                   |                      |                |         |                          |
|                                                                   | Tiri di rigore 3 – 5 |                |         |                          |

## Statistiche

### Statistiche di squadra
| Competizione | Punti | In casa | In casa | In casa | In casa | In casa | In casa | In trasferta | In trasferta | In trasferta | In trasferta | In trasferta | In trasferta | Totale | Totale | Totale | Totale | Totale | Totale | DR   |
| Competizione | Punti | G       | V       | N       | P       | Gf      | Gs      | G            | V            | N            | P            | Gf           | Gs           | G      | V      | N      | P      | Gf     | Gs     | DR   |
| ------------ | ----- | ------- | ------- | ------- | ------- | ------- | ------- | ------------ | ------------ | ------------ | ------------ | ------------ | ------------ | ------ | ------ | ------ | ------ | ------ | ------ | ---- |
| Serie A      | 10    | 15      | 2       | 2       | 11      | 6       | 57      | 15           | 0            | 2            | 13           | 9            | 77           | 30     | 2      | 4      | 24     | 15     | 134    | -119 |
| Coppa Italia | -     | 2       | 1       | 1       | 0       | 10      | 2       | 1            | 0            | 1            | 0            | 1            | 1            | 3      | 1      | 2      | 0      | 11     | 3      | +8   |
| Totale       | -     | 17      | 3       | 3       | 11      | 16      | 59      | 16           | 0            | 3            | 13           | 10           | 78           | 33     | 3      | 6      | 24     | 26     | 137    | -111 |

### Andamento in campionato
| Giornata  | 1 | 2 | 3 | 4 | 5 | 6 | 7 | 8 | 9 | 10 | 11 | 12 | 13 | 14 | 15 | 16 | 17 | 18 | 19 | 20 | 21 | 22 | 23 | 24 | 25 | 26 | 27 | 28 | 29 | 30 |
| --------- | - | - | - | - | - | - | - | - | - | -- | -- | -- | -- | -- | -- | -- | -- | -- | -- | -- | -- | -- | -- | -- | -- | -- | -- | -- | -- | -- |
| Luogo     | C | T | T | C | T | C | T | C | T | C  | T  | C  | T  | C  | T  | T  | C  | C  | T  | C  | T  | C  | T  | C  | T  | C  | T  | C  | T  | C  |
| Risultato | V | P | N | P | P | P | P | P | P | N  | P  | P  | P  | P  | P  | N  | P  | P  | P  | P  | P  | P  | P  | N  | P  | P  | P  | P  | P  | V  |
| Posizione |   |   |   |   |   |   |   |   |   |    |    |    |    |    |    |    |    |    |    |    |    |    |    |    |    |    |    |    |    | 16 |

Legenda:

Luogo: C = Casa; T = Trasferta. Risultato: V = Vittoria; N = Pareggio; P = Sconfitta.

### Statistiche delle giocatrici
| Giocatore      | Serie A  | Serie A | Serie A     | Serie A    | Coppa Italia | Coppa Italia | Coppa Italia | Coppa Italia | Totale   | Totale | Totale      | Totale     |
| Giocatore      | Presenze | Reti    | Ammonizioni | Espulsioni | Presenze     | Reti         | Ammonizioni  | Espulsioni   | Presenze | Reti   | Ammonizioni | Espulsioni |
| -------------- | -------- | ------- | ----------- | ---------- | ------------ | ------------ | ------------ | ------------ | -------- | ------ | ----------- | ---------- |
| ? Abouel       | 1        | 0       | 0           | 0          | ?            | ?            | ?            | ?            | 1+       | 0+     | 0+          | 0+         |
| R. Bachi       | 20       | 3       | 6           | 1          | ?            | ?            | ?            | ?            | 20+      | 3+     | 6+          | 1+         |
| B. Baldi       | 28       | 0       | 4           | 0          | ?            | ?            | ?            | ?            | 28+      | 0+     | 4+          | 0+         |
| C. Ballotti    | 6        | 0       | 1           | 0          | ?            | ?            | ?            | ?            | 6+       | 0+     | 1+          | 0+         |
| S. Barsotti    | 8        | -27     | 0           | 1          | ?            | ?            | ?            | ?            | 8+       | -27+   | 0+          | 1+         |
| M. Bozzi       | 1        | 0       | 0           | 0          | ?            | ?            | ?            | ?            | 1+       | 0+     | 0+          | 0+         |
| C. Cacciatori  | 15       | 0       | 1           | 0          | ?            | ?            | ?            | ?            | 15+      | 0+     | 1+          | 0+         |
| S. Cavicchi    | 21       | 1       | 3           | 1          | ?            | ?            | ?            | ?            | 21+      | 1+     | 3+          | 1+         |
| S. Ceci        | 18       | 0       | 3           | 1          | ?            | ?            | ?            | ?            | 18+      | 0+     | 3+          | 1+         |
| C. Chiorazzo   | 27       | 0       | 0           | 0          | ?            | ?            | ?            | ?            | 27+      | 0+     | 0+          | 0+         |
| F. Cucchiara   | 11       | 0       | 1           | 0          | ?            | ?            | ?            | ?            | 11+      | 0+     | 1+          | 0+         |
| G. D'Antoni    | 22       | 5       | 1           | 1          | ?            | ?            | ?            | ?            | 22+      | 5+     | 1+          | 1+         |
| F. Durante     | 6        | -26     | 0           | 0          | ?            | ?            | ?            | ?            | 6+       | -26+   | 0+          | 0+         |
| B. Fenili      | 23       | 2       | 1           | 0          | ?            | ?            | ?            | ?            | 23+      | 2+     | 1+          | 0+         |
| A. Frediani    | 18       | -81     | 1           | 0          | ?            | ?            | ?            | ?            | 18+      | -81+   | 1+          | 0+         |
| G. Fontanelli  | 2        | 0       | 0           | 0          | ?            | ?            | ?            | ?            | 2+       | 0+     | 0+          | 0+         |
| M. Gazzerotti  | 1        | 0       | 0           | 0          | ?            | ?            | ?            | ?            | 1+       | 0+     | 0+          | 0+         |
| D. Gironi      | 15       | 0       | 0           | 0          | ?            | ?            | ?            | ?            | 15+      | 0+     | 0+          | 0+         |
| F. Lucente     | 22       | 0       | 3           | 1          | ?            | ?            | ?            | ?            | 22+      | 0+     | 3+          | 1+         |
| M. Panicucci   | 25       | 3       | 1           | 0          | ?            | ?            | ?            | ?            | 25+      | 3+     | 1+          | 0+         |
| J. Roccia      | 2        | 0       | 0           | 0          | ?            | ?            | ?            | ?            | 2+       | 0+     | 0+          | 0+         |
| E. Salvadori   | 2        | 0       | 0           | 0          | ?            | ?            | ?            | ?            | 2+       | 0+     | 0+          | 0+         |
| I. Spagna      | 25       | 0       | 1           | 0          | ?            | ?            | ?            | ?            | 25+      | 0+     | 1+          | 0+         |
| S. Spagna      | 25       | 0       | 0           | 0          | ?            | ?            | ?            | ?            | 25+      | 0+     | 0+          | 0+         |
| E. Tramonti    | 9        | 0       | 1           | 0          | ?            | ?            | ?            | ?            | 9+       | 0+     | 1+          | 0+         |
| G. Giatras Zoi | 28       | 1       | 7           | 0          | ?            | ?            | ?            | ?            | 28+      | 1+     | 7+          | 0+         |